# Gunilla Söderström
Gunilla Söderström, född 7 mars 1943 i Stockholm, död 15 september 2004, var en svensk operasångerska (mezzosopran), dotter till operasångaren Conny Söderström, syster till operaregissören Leif Söderström.
Gunilla Söderström utbildades vid Kungliga Musikhögskolan i Stockholm hos bland andra Kerstin Thorborg. Hon debuterade i Joseph Haydns opera Il mondo della luna (Livet på månen) vid Drottningholms slottsteater 1969.  Efter ett engagemang vid Malmö stadsteater, där hon bl.a. gjorde en tolkning av Faraos dotter Amneris i Verdis Aida , anställdes hon 1973 vid Kungliga Operan i Stockholm. Bland hennes roller märks titelrollen i Bizets Carmen, Eboli i Verdis Don Carlos, Orfeus i Glucks Orfeus och Eurydike och Madame i Peter Bengtsons Jungfrurna.

## Filmografi
- 1995 - Rucklarens väg
- 1986 - Bröderna Mozart